# Джим Платт
Джим Платт (англ. Jim Platt, нар. 26 січня 1952, Баллімоні) — північноірландський футболіст, що грав на позиції воротаря. По завершенні ігрової кар'єри — тренер.
Виступав, зокрема, за «Мідлсбро», а також національну збірну Північної Ірландії, з якою був учасником двох чемпіонатів світу.

## Клубна кар'єра
У дорослому футболі дебютував 1970 року виступами за команду «Мідлсбро», в якій провів дванадцять сезонів, взявши участь у 481 матчі Першого та Другого дивізіону Англії. Більшість часу, проведеного у складі «Мідлсбро», був основним голкіпером команди. Також сезоні 1978/79 Платт грав в оренді за «Гартлпул Юнайтед» (Четвертий дивізіон) та «Кардіфф Сіті» (Другий дивізіон).
Протягом 1983—1985 років захищав кольори клубу «Беллімена Юнайтед», з яким 1984 року став володарем Кубка Північної Ірландії, а завершив ігрову кар'єру у іншій місцевій команді «Колрейн», за яку виступав протягом 1985—1987 років.

## Виступи за збірну
3 березня 1976 року дебютував в офіційних іграх у складі національної збірної Північної Ірландії в товариському матчі з Ізраїлем (1:1).
У складі збірної був учасником чемпіонату світу 1982 року в Іспанії та чемпіонату світу 1986 року у Мексиці. Втім на обох турнірах Платт був дублером Пета Дженнінгса, тому з восьми ігор зіграв лише в одному матчі проти Австрії (2:2) у другому етапі «іспанського мундіалю».
Загалом протягом кар'єри у національній команді, яка тривала 11 років, провів у її формі 23 матчі.

## Кар'єра тренера
Розпочав тренерську кар'єру 1984 року як граючий тренер клубу «Беллімена Юнайтед», а після переходу у «Колрейн» і там теж обійняв цю посаду. Завершивши ігрову кар'єру у 1987 році Джим зосередився на тренерській роботі у клубі, де залишився до 1991 року і виграв Кубок північноірландської ліги, після чого сезон очолював інший місцевий клуб «Балліклер Комрадс».
У 1992—1993 роках Платт очолював шведський клуб «Ассиріска ФФ», а у сезоні 1995/96 тренував англійський «Дарлінгтон». Останнім місцем тренерської роботи Платта був клуб «Гейтсгед», в якому Джим працював у 1997 році.
У травні 2009 року Платт був призначений тренером воротарів «Дарлінгтона». Однак через три місяці Платт покинув клуб після звільнення головного тренера Коліна Тодда.

## Титули і досягнення

### Як гравця
- Володар Кубка Північної Ірландії (1):

«Беллімена Юнайтед»: 1983/84

### Як тренера
- Володар Кубка північноірландської ліги (1):

«Колрейн»: 1987/88